# Cyathea atrospinosa
Cyathea atrospinosa är en ormbunkeart som beskrevs av Holtt. Cyathea atrospinosa ingår i släktet Cyathea och familjen Cyatheaceae. Inga underarter finns listade.